# Mittelmeerspiele 2022/Fechten
Bei den Mittelmeerspielen 2022 in Oran, Algerien, fanden vom 3. bis 5. Juli insgesamt sechs Wettbewerbe im Fechten statt, jeweils drei bei den Männern und bei den Frauen. Austragungsort war das Mohammed Ben Ahmed Convention Centre.

## Bilanz

### Medaillenspiegel
| Platz  | Land       | Gold | Silber | Bronze | Gesamt |
| ------ | ---------- | ---- | ------ | ------ | ------ |
| 1      | Italien    | 2    | 4      | 7      | 13     |
| 2      | Ägypten    | 2    | —      | 1      | 3      |
| 3      | Algerien   | 1    | —      | —      | 1      |
| 3      | Serbien    | 1    | —      | —      | 1      |
| 5      | Spanien    | —    | 1      | 2      | 3      |
| 6      | Frankreich | —    | 1      | 1      | 2      |
| 7      | Türkei     | —    | —      | 1      | 1      |
| Gesamt | Gesamt     | 6    | 6      | 12     | 24     |

### Medaillengewinner
Männer
| Disziplin | Gold             | Silber          | Bronze                            |
| --------- | ---------------- | --------------- | --------------------------------- |
| Degen     | Mohamed El-Sayed | Valerio Cuomo   | Matteo Tagliariol Giacomo Paolini |
| Florett   | Veljko Ćuk       | Carlos Llavador | Davide Filippi Mohamed Hamza      |
| Säbel     | Ziad El-Sissy    | Riccardo Nuccio | Iñaki Bravo Dario Cavaliere       |

Frauen
| Disziplin | Gold                 | Silber         | Bronze                           |
| --------- | -------------------- | -------------- | -------------------------------- |
| Degen     | Giulia Rizzi         | Nicol Foietta  | Roberta Marzani Éloïse Vanryssel |
| Florett   | Olga Rachele Calissi | Morgane Patru  | María Díaz İrem Karamete         |
| Säbel     | Saoussen Boudiaf     | Chiara Mormile | Eloisa Passaro Rebecca Gargano   |